# Triathlonrad

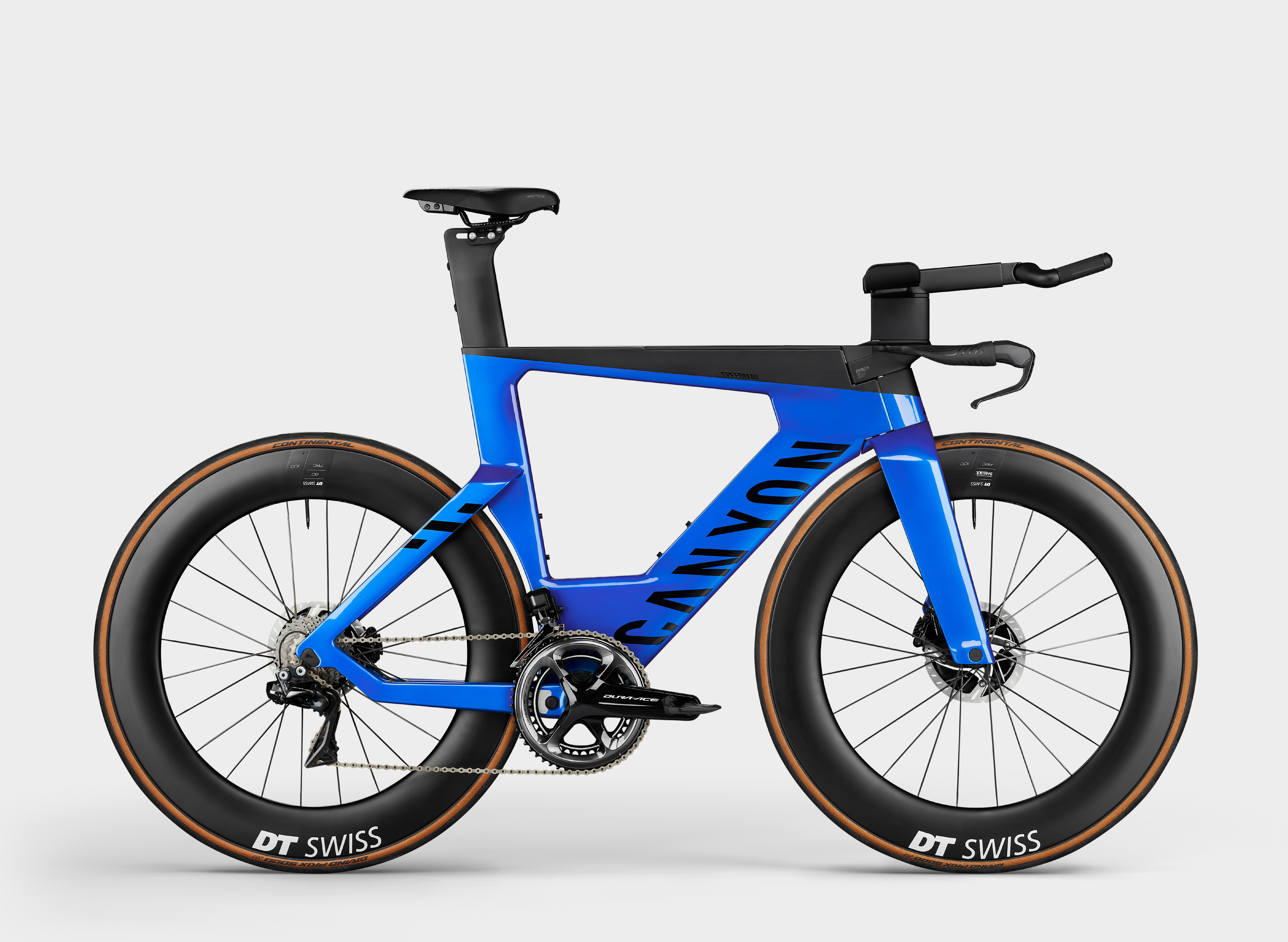
Modernes Triathlonrad der Marke Canyon mit integriertem Trinksystem sowie Verstauungsmöglichkeiten

Ein Triathlonrad ist ein für den Triathlon entwickelter Fahrradtyp, bei welchem besonders die Aerodynamik und die Integration von Trinksystemen und Verstauung im Vordergrund stehen.

## Bauweise
Die Rahmengeometrie eines Triathlonrades ähnelt der von Zeitfahrmaschinen im Zeitfahren, wobei diese durch die Vorschriften der UCI stärker eingeschränkt sind.
Triathlonräder zeichnen sich durch aerodynamisch geformte Rahmen aus und sind mit Triathlonlenkern ausgestattet, die es dem Athleten erlauben möglichst komfortabel in der aerodynamischen Sitzposition mit den Armen auf den Aufliegern zu fahren. Für die Verwendung eines Triathlonrades bei Wettkämpfen gelten gemäß der DTU bestimmte Richtlinien.

### Ausstattung
Moderne Triathlonräder zeichnen sich mehrere besondere Ausstattungsmerkmale aus:
- Integriertes Verpflegungskonzept, durch welches Athleten auch ohne Verlassen der aerodynamischen Position mit den Unterarmen auf den Aufliegern des Lenkers Flüssigkeit und Nahrung aufnehmen können. Die Trinkblase wird bei manchen Modellen im Unterrohr des Rahmens untergebracht. Ein Trinkschlauch ist am Cockpit befestigt, während die Befüllung über einen Einfüllstutzen auf dem Oberrohr des Rahmens erfolgt.
- Elektronische Gangschaltung mit Schaltknöpfen sowohl am Basislenker sowie an den Enden der Auflieger
- Großer Einstellbereich für Sitzposition und Cockpit
- Das im Rahmen versteckte Pannenset ermöglicht, dass das Pannenset für das Beheben kleiner Pannen im Wettkampf möglichst aerodynamisch transportiert werden kann

## Sitzposition
Durch den mit 76 bis 78 Grad beim Triathlonrad etwas steileren Sitzwinkel im Vergleich zum Rennrad (73 bis 76 Grad), wird die Sitzposition des Athleten mehr nach vorne verlagert.
Das erlaubt eine aerodynamischere Sitzposition und einen offenen Winkel zwischen Bauch und Oberschenkel, was die Beinmuskulatur für den anschließenden Lauf schont.